# Världsmästerskapen i alpin skidsport 1934
Världsmästerskapen i alpin skidsport 1934 arrangerades 15–17 februari 1934 i Sankt Moritz, Schweiz. Österrike deltog ej på grund av politiska oroligheter i landet. Bansättare var Arnold Lunn (slalom), Ernst Gertsch & Dr. Walter Amstutz (störtlopp).

## Medaljligan
| Placering | Land     | Guld | Silver | Brons | Totalt |
| --------- | -------- | ---- | ------ | ----- | ------ |
| 1         | Tyskland | 3    | 5      | 1     | 9      |
| 2         | Schweiz  | 3    | 1      | 5     | 9      |
| 3         | Italien  | –    | –      | 1     | 1      |

## Herrar

### Störtlopp
Datum: 15 februari 1934. Banans namn: Piz Nair, Corviglia. Banans längd: 4450 m. Banans fallhöjd: 931 m. Startande: 50 (från 13 länder).
| Placering | Land           | Namn                          |
| --------- | -------------- | ----------------------------- |
| 1         | Schweiz        | David Zogg                    |
| 2         | Tyskland       | Franz Pfnür                   |
| 3         | Schweiz        | Heinz von Allmen              |
|           | Italien        | Ido Cattaneo                  |
| 5         | Italien        | Enrico Lacedelli              |
| 6         | Schweiz        | Arthur Schlatter              |
| 7         | Schweiz        | Karl Graf                     |
| 8         | Schweiz        | Beni Führer                   |
| 9         | Tyskland       | Roman Wörndle                 |
| 10        | Storbritannien | Bill Clyde                    |
| 19        | Norge          | Sigmund Ruud                  |
| 23        | Spanien        | Prins Alvaro d'Orléans-Borbon |
| 27        | Frankrike      | Émile Allais                  |
| 33        | Sverige        | Sigge Bergman                 |
| 39        | Sverige        | Olle Rimfors                  |

### Slalom
Datum: 17 februari 1934. Startande: 42.
| Placering | Land           | Namn                  |
| --------- | -------------- | --------------------- |
| 1         | Tyskland       | Franz Pfnür           |
| 2         | Schweiz        | David Zogg            |
| 3         | Schweiz        | Willi Steuri          |
| 4         | Tyskland       | Dr. Robert Vetter     |
| 5         | Storbritannien | Christopher S. Hudson |
| 6         | Schweiz        | Heinz von Allmen      |
| 7         | Schweiz        | Arthur Schlatter      |
| 8         | Schweiz        | Beni Führer           |
| 9         | Storbritannien | Peter Lunn            |
| 10        | Tyskland       | Anton Bader           |
| 22        | Norge          | Sigmund Ruud          |
| 27        | Frankrike      | Émile Allais          |
| 29        | Sverige        | Sigge Bergman         |
| 37        | Sverige        | Olle Rimfors          |

### Kombination
Datum: 15 / 17 februari 1934
| Placering | Land           | Namn              |
| --------- | -------------- | ----------------- |
| 1         | Schweiz        | David Zogg        |
| 2         | Tyskland       | Franz Pfnür       |
| 3         | Schweiz        | Heinz von Allmen  |
| 4         | Schweiz        | Arthur Schlatter  |
| 5         | Schweiz        | Willy Steuri      |
| 6         | Schweiz        | Beni Führer       |
| 7         | Storbritannien | Bill Clyde        |
| 8         | Storbritannien | Peter Lunn        |
| 9         | Tyskland       | Dr. Robert Vetter |
| 10        | Tyskland       | Anton Bader       |
| 23        | Norge          | Sigmund Ruud      |
| 29        | Frankrike      | Émile Allais      |
| 32        | Sverige        | Sigge Bergman     |
| 38        | Sverige        | Olle Rimfors      |

## Damer

### Störtlopp
Datum: 15 februari 1934. Banans namn: Piz Nair, Corviglia. Banans längd: 4450 m. Banans fallhöjd: 931 m. Startande: 27.
| Placering | Land           | Namn               |
| --------- | -------------- | ------------------ |
| 1         | Schweiz        | Anny Rüegg         |
| 2         | Tyskland       | Christl Cranz      |
| 3         | Tyskland       | Lisa Resch         |
| 4         | Storbritannien | Durell Sale-Barker |
| 5         | Storbritannien | Jeanette Kessler   |
| 6         | Schweiz        | Rösli Streiff      |
| 7         | Tyskland       | Ruth Gründler      |
| 8         | Tyskland       | Lotte Baader       |
| 9         | Schweiz        | Ella Maillart      |
| 10        | Schweiz        | Rösli Rominger     |

### Slalom
Datum: 16 februari 1934. Startande: 24.
| Placering | Land           | Namn               |
| --------- | -------------- | ------------------ |
| 1         | Tyskland       | Christl Cranz      |
| 2         | Tyskland       | Lisa Resch         |
| 3         | Schweiz        | Rösli Rominger     |
| 4         | Tyskland       | Ilse Adolph        |
| 5         | Tyskland       | Käthe Grasegger    |
|           | Italien        | Paula Wiesinger    |
| 7         | Storbritannien | Durell Sale-Barker |
| 8         | Schweiz        | Rösli Streiff      |
| 9         | Storbritannien | Jeannette Kessler  |
| 10        | Storbritannien | Dorothy Crewdson   |

### Kombination
Datum: 15 / 17 februari 1934
| Placering | Land           | Namn               |
| --------- | -------------- | ------------------ |
| 1         | Tyskland       | Christl Cranz      |
| 2         | Tyskland       | Lisa Resch         |
| 3         | Schweiz        | Anny Rüegg         |
| 4         | Storbritannien | Durell Sale-Barker |
| 5         | Storbritannien | Jeanetter Kessler  |
| 6         | Schweiz        | Rösli Rominger     |
| 7         | Storbritannien | Rösli Streiff      |
| 8         | Tyskland       | Käthe Grasegger    |
| 9         | Tyskland       | Ruth Gründler      |
| 10        | Schweiz        | Ella Maillart      |